# Cadiz (Wisconsin)
Cadiz es un pueblo ubicado en el condado de Green en el estado estadounidense de Wisconsin. En el Censo de 2010 tenía una población de 815 habitantes y una densidad poblacional de 8,62 personas por km².

## Geografía
Cadiz se encuentra ubicado en las coordenadas 42°33′6″N 89°46′31″O / 42.55167, -89.77528. Según la Oficina del Censo de los Estados Unidos, Cádiz tiene una superficie total de 94.51 km², de la cual 94.14 km² corresponden a tierra firme y (0.39%) 0.37 km² es agua.

## Demografía
Según el censo de 2010, había 815 personas residiendo en Cádiz. La densidad de población era de 8,62 hab./km². De los 815 habitantes, Cadiz estaba compuesto por el 98.77% blancos, el 0% eran afroamericanos, el 0% eran amerindios, el 0% eran asiáticos, el 0.12% eran isleños del Pacífico, el 0% eran de otras razas y el 1.1% pertenecían a dos o más razas. Del total de la población el 1.6% eran hispanos o latinos de cualquier raza.